# Chandler (Oklahoma)
Chandler é uma cidade localizada no estado norte-americano de Oklahoma, no Condado de Lincoln.

## Demografia
Segundo o censo norte-americano de 2000, a sua população era de 2842 habitantes.
Em 2006, foi estimada uma população de 2872, um aumento de 30 (1.1%).

## Geografia
De acordo com o United States Census Bureau tem uma área de
21,1 km², dos quais 18,9 km² cobertos por terra e 2,2 km² cobertos por água.

## Localidades na vizinhança
O diagrama seguinte representa as localidades num raio de 16 km ao redor de Chandler.